# يوهان كارل فريدريش
يوهان كارل فريدريش (بالألمانية: Johann Carl Friedrich Dauthe)‏ (و. 1746 – 1816 م) هو مهندس معماري، وetcher من ألمانيا . ولد في لايبزيغ .

## أعمال بارزة
من أهم أعماله:
- St. Nicholas Church, Leipzig.